# Bhopal
Bhopal (Hindi भोपाल Bhopāl), auch ‚Stadt der Seen‘ genannt, ist die Hauptstadt des Bundesstaates Madhya Pradesh in Indien mit 1,8 Millionen Einwohnern (Volkszählung 2011). Sie liegt am östlichen Ufer eines künstlichen Sees namens Bhojtal (früher Upper Lake) auf dem Vindhya-Plateau. Sie ist Industriestadt (chemische Industrie, Baumwoll- und Edelsteinverarbeitung), Kulturzentrum mit Universität, Musikakademie, Theater, Kinos und Museen, außerdem Verkehrsknoten (Straße, Eisenbahn, Flughafen).
Die Stadt wurde 1984 bekannt durch die Katastrophe von Bhopal, die als der schwerste Chemieunfall der Geschichte gilt.

## Lage und Verkehr
Bhopal liegt am National Higway No. 12, der Jaipur im Westen mit Jabalpur im Osten verbindet. Nach Indore führt der State Highway 17. Der Raja Bhoj Airport befindet sich 15 Kilometer nordwestlich der Stadt und ist nach dem Flughafen von Indore der zweitgrößte Flughafen des Bundesstaates.

## Geschichte

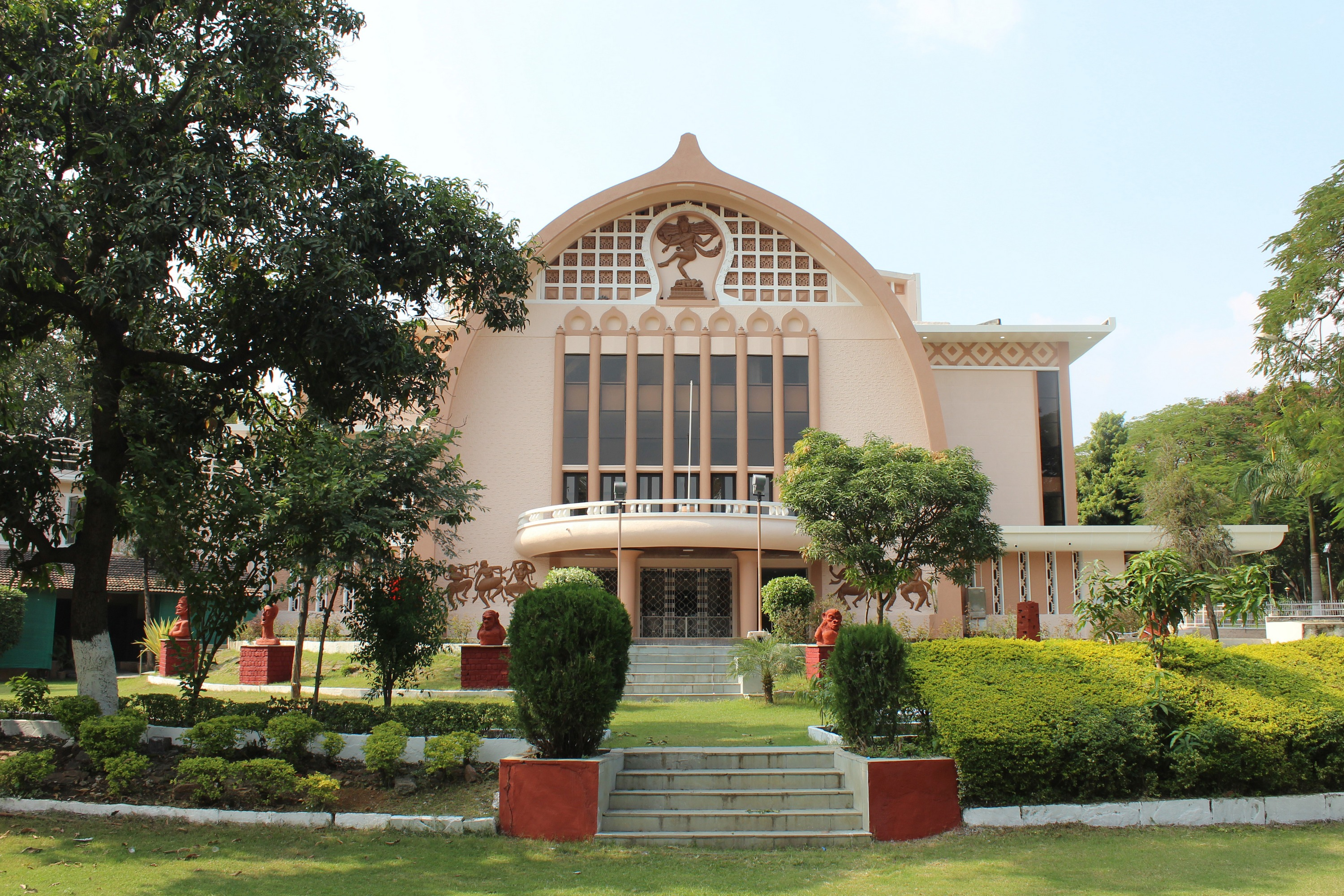
Kongresszentrum und Konzerthalle Ravindra Bhavan, 2018 fertiggestellt

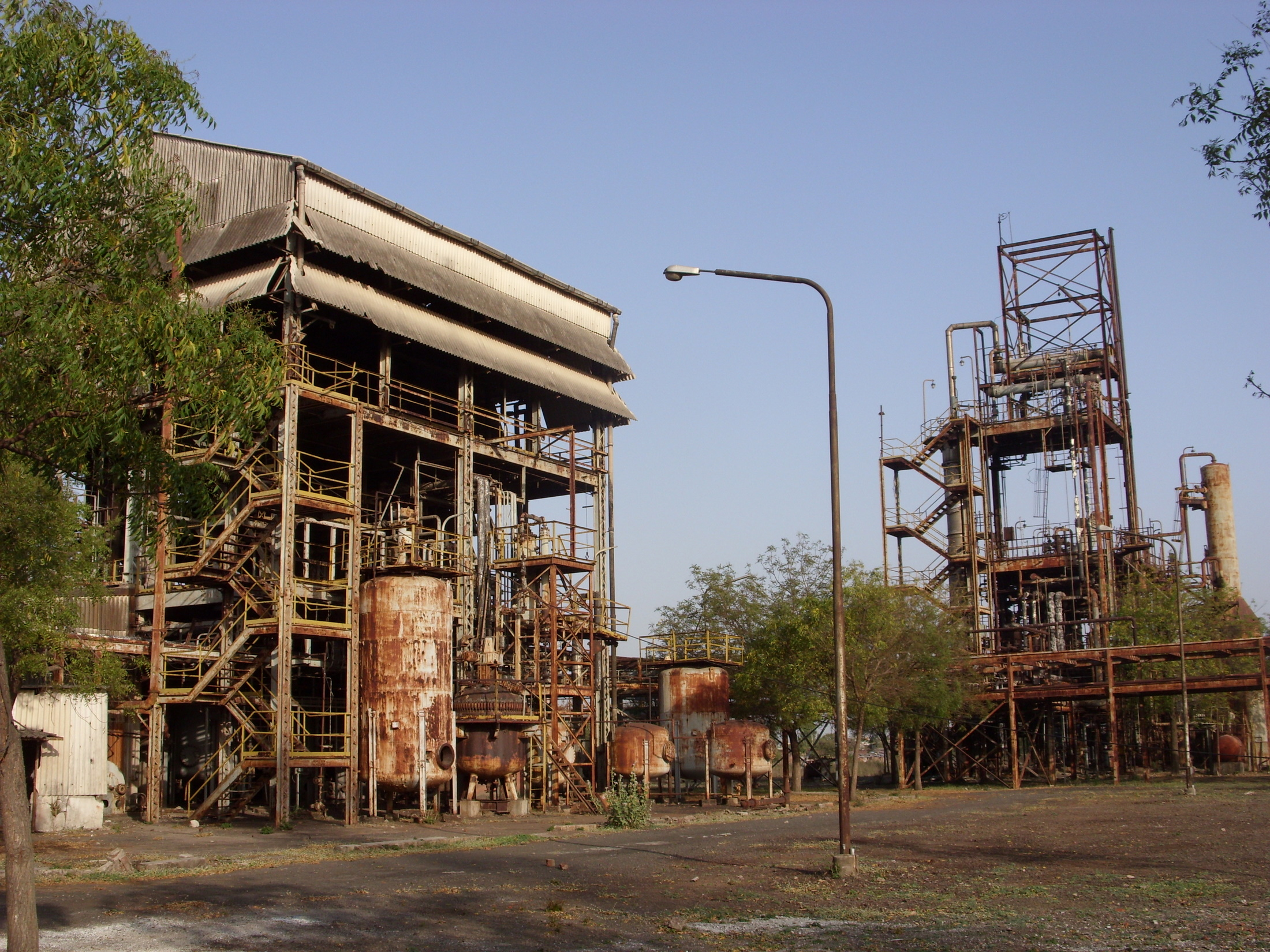
Verlassenes Gelände der Union-Carbide-Fabrik

Bhopals Name geht auf das 11. Jahrhundert zurück, als Raja Bhoj (1010–53), Parmar König von Dhar, von seinen Hoflehrmeistern die Weisung erhielt, den Mord an seiner Mutter durch die Verbindung der neun Flüsse seines Königreiches zu sühnen. Nachdem einer dieser Flüsse durch einen Damm gebändigt worden war, gründete der Herrscher an den beiden so entstandenen Seen seine neue Hauptstadt Bhojapal. Ende des 17. Jahrhunderts eroberte Dost Muhammad Khan (1672–1740), ein opportunistischer Glücksritter, Ex-Soldat und ehemaliger General des Großmoguls Aurangzeb (1618–1707) das Gebiet, um auf den Trümmern des Mogulreiches seinen eigenen Staat Bhopal zu errichten. Im Jahre 1723 wurde der Ort Bhopal zur Hauptstadt des Fürstenstaats erklärt und blieb es bis 1956.
Die von Dost Muhammad Khan gegründete islamische Dynastie sollte zu einer der bedeutendsten Herrscherfamilien Zentralindiens werden, deren Angehörige unter Großbritanniens Vizekönigen zu den wenigen Auserwählten gehörten, die durch einen Salut mit 19 Schüssen geehrt wurden – in Anerkennung ihrer Unterstützung von General Thomas Goddard (1740–83) bei dessen Marsch auf den hinduistischen Staat Maratha im Jahre 1778. Von 1820 bis 1926 regierten in Bhopal ausschließlich Frauen. Die Begums (Fürstinnen) führten das Zepter hinter dem Parda (Vorhang; von Männern abgetrennter Wohnbereich, Schleier) und ließen noble Bauwerke errichten, zu denen die drei Moscheen aus Sandstein gehören, die noch heute das Stadtbild prägen.
Am 3. Dezember 1984 ereignete sich in Bhopal eine der größten Katastrophen in der Geschichte der industriellen Chemie. Im Werk der Union Carbide of India Limited, einer Tochtergesellschaft der Union Carbide Corporation, wurden rund 40 Tonnen Methylisocyanat (MIC) in die Atmosphäre freigesetzt und trieben in einer Giftgaswolke dicht über dem Boden durch ein angrenzendes Elendsviertel und betraf etwa eine halbe Million Menschen. Dadurch starben nach offiziellen Angaben 1.600 Menschen sofort und rund 6.000 weitere an den unmittelbaren Nachwirkungen, bis heute summiert sich die Zahl der Opfer auf mindestens 20.000 Personen. Rund 100.000 Menschen leiden heute unter chronischen und unheilbaren Krankheiten, die sich offensichtlich zum Teil weitervererben können; Noch heute ist jede vierte Geburt in Bhopal eine Totgeburt. Die verantwortliche Firma Union Carbide zahlte in den folgenden Jahren insgesamt 690 Millionen Dollar an den indischen Staat. Doch nur ein kleiner Teil des Geldes kam den Opfern zugute.
Im Dezember 1992 kam es in Bhopal, ausgelöst durch die Zerstörung der Babri-Moschee in Ayodhya, zu blutigen Straßengefechten zwischen Hindus und Muslimen, worauf eine elftägige Ausgangssperre verhängt wurde. Doch trotz dieser religiös bedingten gewalttätigen Ausschreitungen bezeugen viele Geschichten von Hindus und Muslimen, die ihre andersgläubigen Freunde damals vor Übergriffen durch die aufgebrachte Menge schützten, die lange Tradition der religiösen Toleranz dieser Stadt.

## Sehenswürdigkeiten
Sehenswert ist die im Altstadtviertel aufragende Freitagsmoschee. Die Moschee mit ihren roten Sandsteinmauern und gedrungenen Minaretten wurde im Jahre 1837 auf Veranlassung von Qudsia Begum (1801–1881), des ersten weiblichen Herrschers von Bhopal, erbaut.
Im Osten der Stadt steht die Moti Masjid, eine 1860 von Qudsias Tochter Sikander Begum (1818–1858) errichtete Perlen-Moschee. Bemerkenswert sind ihre schlanken Minarette mit goldenen Spitzen und Sandsteinkuppeln.
Das eindrucksvollste Bauwerk der Stadt ist die Darul Uloom Tajul Masjid. Dieses zu den größten Moscheen Indiens zählende Bauwerk mit seinen kolossalen pinkfarbenen Minaretten, die hoch über das Stadtbild hinausragen, trägt nicht zu Unrecht den Beinamen Mutter aller Moscheen.
Unbedingt sehenswert ist das an der Ostküste des Sees auf einem Hügel gelegene Adivasi-Zentrum, das in natürlicher Umgebung das Leben der indischen Stämme zeigt, ohne dabei wie ein menschlicher Zoo zu wirken. Angeschlossen ist ein Museum.
Die Universität Bhopal wurde im Jahre 1970 eröffnet.

## Söhne und Töchter der Stadt
- Abida Sultaan (1913–2002), Prinzessin und die Erbin des Fürstenstaates Bhopal
- Nasir Hussain (1931–2002), indischer Filmregisseur
- Khurram Murad (1932–1996), Schriftsteller und Vordenker einer islamischen Bewegung für den Westen
- Anwar Ahmad Khan (1933–2014), pakistanischer Hockeyspieler
- Abdul Kadir Khan (1936–2021), Ingenieur und Leiter des pakistanischen Kernwaffenforschungsprogramms
- Obaidullah Aleem (1939–1998), urdusprachiger Dichter
- Hakim Syed Zillur Rahman (* 1940), Islamwissenschaftler und Orientalist
- Mansur Ali Khan Pataudi (1941–2011), indischer Cricketspieler
- Balkrishna Iyer (* 1956), Tablaspieler
- Raghuram Rajan (* 1963), indisch-amerikanischer Ökonom
- Divyanka Tripathi (* 1984), indische Schauspielerin
- Ayaan Khan (* 1992), omanischer Cricketspieler
- Mahak Jain (* 2001), Tennisspielerin

## Klimatabelle
|                       | Jan  | Feb  | Mär  | Apr  | Mai  | Jun   | Jul   | Aug   | Sep   | Okt  | Nov  | Dez  |   |         |
| Mittl. Tagesmax. (°C) | 25,3 | 28,4 | 33,6 | 38,4 | 40,7 | 37,2  | 30,7  | 28,9  | 30,6  | 32,1 | 29,1 | 26,1 | ⌀ | 31,8    |
| Mittl. Tagesmin. (°C) | 10,5 | 12,6 | 17,2 | 21,9 | 25,8 | 25,5  | 23,3  | 22,5  | 21,7  | 18,6 | 14,3 | 11,0 | ⌀ | 18,8    |
|                       |      |      |      |      |      |       |       |       |       |      |      |      |   |         |
| Niederschlag (mm)     | 12,5 | 9,0  | 9,9  | 4,5  | 13,0 | 120,2 | 349,6 | 366,1 | 183,0 | 29,2 | 11,2 | 9,9  | Σ | 1.118,1 |
|                       |      |      |      |      |      |       |       |       |       |      |      |      |   |         |
| Regentage (d)         | 1,9  | 1,7  | 1,5  | 1,1  | 2,2  | 9,5   | 20    | 19,6  | 11,1  | 2,6  | 1,4  | 1,4  | Σ | 74      |

| 10,5 |

| 12,6 |

| 17,2 |

| 21,9 |

| 25,8 |

| 25,5 |

| 23,3 |

| 22,5 |

| 21,7 |

| 18,6 |

| 14,3 |

| 11,0 |

| 10,5 |

| 12,6 |

| 17,2 |

| 21,9 |

| 25,8 |

| 25,5 |

| 23,3 |

| 22,5 |

| 21,7 |

| 18,6 |

| 14,3 |

| 11,0 |